# All Star Game femminile di pallavolo
L'All Star Game è un evento di pallavolo femminile organizzato dalla FIPAV.
Si disputa sin dal 1990 e nel corso degli anni ha solitamente contrapposto le migliori giocatrici italiane alle migliori straniere del campionato italiano, anche se si sono avute molte variazioni nel corso degli anni. Si è disputato sempre tra ottobre e marzo, quasi sempre in partita unica.
La selezione che rappresenta il Resto del Mondo si è imposta in otto occasioni su venti, compreso un ex aequo. La sede che ha ospitato più volte l'All Star game è stata Pesaro.

## Edizioni

Un momento dell'edizione 1993 tra Europa e Resto del Mondo

### 19ª edizione
Si è svolta l'8 dicembre 2008 al PalaRavizza di Pavia e sponsorizzata dalla San Carlo; vede di fronte una selezione europea guidata da Milano e una formazione del resto del mondo guidata da Angelo Vercesi.

### 20ª edizione
Si è svolta il 13 gennaio 2010 al PalaOlimpia di Verona e sponsorizzata dalla San Carlo; vede di fronte la nazionale italiana guidata da Massimo Barbolini e una formazione del resto del mondo guidata da Lorenzo Micelli. Risultato: Italia 1 - 3 Resto del mondo

## Albo d'oro
| #  | Data             | Sede                    | Vincente                | Seconda                        | Risultati                 |
| -- | ---------------- | ----------------------- | ----------------------- | ------------------------------ | ------------------------- |
| 1  | 8 marzo 1990     | Roma                    | Italia                  | All Star                       | 3-1                       |
| 2  | 7-8 marzo 1991   | Napoli e Roma           | All Star                | Italia                         | 3-1; 3-0                  |
| 3  | 7-8 marzo 1992   | Padova e Verona         | All Star Sel. Americana | Italia Sel. Europea            | 3-1; 3-0 2-1; 2-1         |
| 4  | 8 marzo 1993     | Sansepolcro             | Europa Resto del Mondo  |                                | 2-2                       |
| 5  | 16 marzo 1994    | Vicenza                 | Figurella               | Italkero                       | 3-1                       |
| 6  | 19 marzo 1995    | Arezzo                  | Resto del Mondo         | Europa                         | 3-1                       |
| 7  | 7 dicembre 1995  | Pesaro                  | Europa                  | Resto del Mondo                | 3-2                       |
| 8  | 8 dicembre 1996  | Vicenza                 | Europa                  | Resto del Mondo                | 3-2                       |
| 9  | 13 dicembre 1997 | Reggio Calabria         | Italia                  | Resto del Mondo                | 3-0                       |
| 10 | 13 dicembre 1998 | Bari                    | Resto del Mondo         | Europa                         | 3-1                       |
| 11 | 30 gennaio 2000  | Reggio Emilia           | Europa                  | Resto del Mondo                | 3-1                       |
| 12 | 17 febbraio 2001 | Ravenna                 | Italia                  | 2° Europe Stars 3° World Stars | I-W 2-0, I-E 2-1, E-W 2-0 |
| 13 | 17 novembre 2001 | Pesaro                  | Italia                  | Resto del Mondo                | 3-2                       |
| 14 | 30 novembre 2002 | Cuneo                   | Resto del Mondo         | Italia                         | 3-1                       |
| 15 | 25 ottobre 2003  | Novara                  | Resto del Mondo         | Italia                         | 3-1                       |
| 16 | 27 novembre 2004 | Pesaro                  | Resto del Mondo         | Italia                         | 3-0                       |
| 17 | 19 novembre 2005 | Santeramo in Colle      | Italia                  | Resto del Mondo                | 3-2                       |
| 18 | 4 marzo 2007     | Assago                  | Resto del Mondo         | Italia                         | 3-1                       |
| 19 | 11 gennaio 2008  | Torino                  | Italia                  | Resto del Mondo                | 3-0                       |
| 20 | 8 dicembre 2008  | Pavia                   | Resto del Mondo         | Europa                         | 3-2                       |
| 21 | 23 gennaio 2010  | Verona                  | Resto del Mondo         | Italia                         | 3-1                       |
| ?  | 13 ottobre 2013  | PalaBigi, Reggio Emilia | Red Stars               | Black Stars                    | 2-1                       |
| ?  | 6 gennaio 2015   | PalaFabris, Padova      | Resto del Mondo         | All Stars Italia               | 2-1                       |
| ?  | 8 ottobre 2016   | PalaCattani, Faenza     | Blue Stars              | White Stars                    | 2-1                       |
| ?  | 23 dicembre 2017 | PalaNorda, Bergamo      | All Stars Italia        | Resto del Mondo                | 2-1                       |